# (6173) Jimwestphal
(6173) Jimwestphal ist ein Asteroid des Hauptgürtels, der am 9. Januar 1983 vom US-amerikanischen Astronomen Brian A. Skiff an der Anderson Mesa Station (IAU-Code 688) des Lowell-Observatoriums in Coconino County entdeckt wurde.
Der Asteroid wurde nach dem US-amerikanischen Astronomen und Geologen James A. Westphal (1930–2004) benannt, der mit seinem Team die erste Kamera für das Hubble Space Telescope fertigte.